# Lietuvēns
Lietuvēns en la cultura popular de Letònia es creu que és una ànima d'un mort estrangulat, ofegat o penjat, que ataca les persones i els animals domèstics. La paràlisi del son és una condició muscular produïda per l'atonia que passa mentre la persona dorm, i es pensa que és la tortura o l'estrangulament d'una Lietuvēns. Quan s'està sota el seu l'atac, cal moure el dit gros del peu esquerre per desfer-se de l'atacant.